# John Wickström
John Wickström, född 13 december 1870 i Kvevlax, död 7 juni 1959 i Vasa, var en finlandssvensk ingenjör. Han är främst känd för Wickström-båtmotorerna, som från 1910-talet blev en succé bland båtfolket och var far till Roy Wickström.
Wikström föddes i Kvevlax i Österbotten som son till en kopparsmed, Johan Michelsson Wickström (1847–1916). Han engagerades på järnvägsverkstaden i Vasa. Som 19-årig reste han till Chicago för studier. Medan han bodde där grundade han som 28-årig Chicago Motor Cycle Coach Co. och byggde stadens första automobil 1898. Han visade upp en av sina bilar, Caloric II, på världsutställningen i Chicago 1901 (liksom Henry Ford). Inom ramen för sitt nya företag Chicago Caloric Engine Co. började han också bygga båtmotorer.  Då ingen tillverkade båtmotorer i Finland såg han sin nisch och återvände till Finland, där han grundade ett företag med sin bror Jacob. Han tilldelades industriråds titel 1936.
Det är med båtmotorerna från Bröderna Wickströms Motorfabrik Ab på Vasklot i Vasa som namnet Wickström främst associeras i Finland. Wickström-motorer används ännu, efter tre generationer, i synnerhet längs de finska och norska kusterna.